# RE/MAX
RE/MAX — американська міжнародна компанія з нерухомості, яка працює через систему франчайзингу. має відділення в більш ніж 100 країнах, з найбільшим в світі обсягом угод, який забезпечують близько 100 тис. співробітників, що працюють в 7000 філій.

## Історія
Все почалося в 1973 році, коли два процвітаючих агента з нерухомості — Дейв і Гейл Лінігери — заснували компанію RE / MAX в Денвері, штат Колорадо, США. Всі наступні роки компанія активно розвивалася. На сьогоднішній день RE / MAX — це глобальна організація, що об'єднує понад 100 000 агентів з нерухомості по всьому світу і понад 15 000 агентів з нерухомості тільки в Європі (в 34 країнах).